# Jan Zigmund
Jan Zigmund ps. „Zdrowie” (ur. 20 maja 1902 w Monasterzyskach, zm. 17 sierpnia 1970 w Komańczy lub w Sanoku) – doktor wszech nauk lekarskich, chirurg, dyrektor pierwszego szpitala w Sanoku i inicjator budowy nowej placówki w tym mieście (obecnie Szpital Specjalistyczny w Sanoku). Podczas II wojny światowej żołnierz ZWZ – Armii Krajowej.

## Życiorys

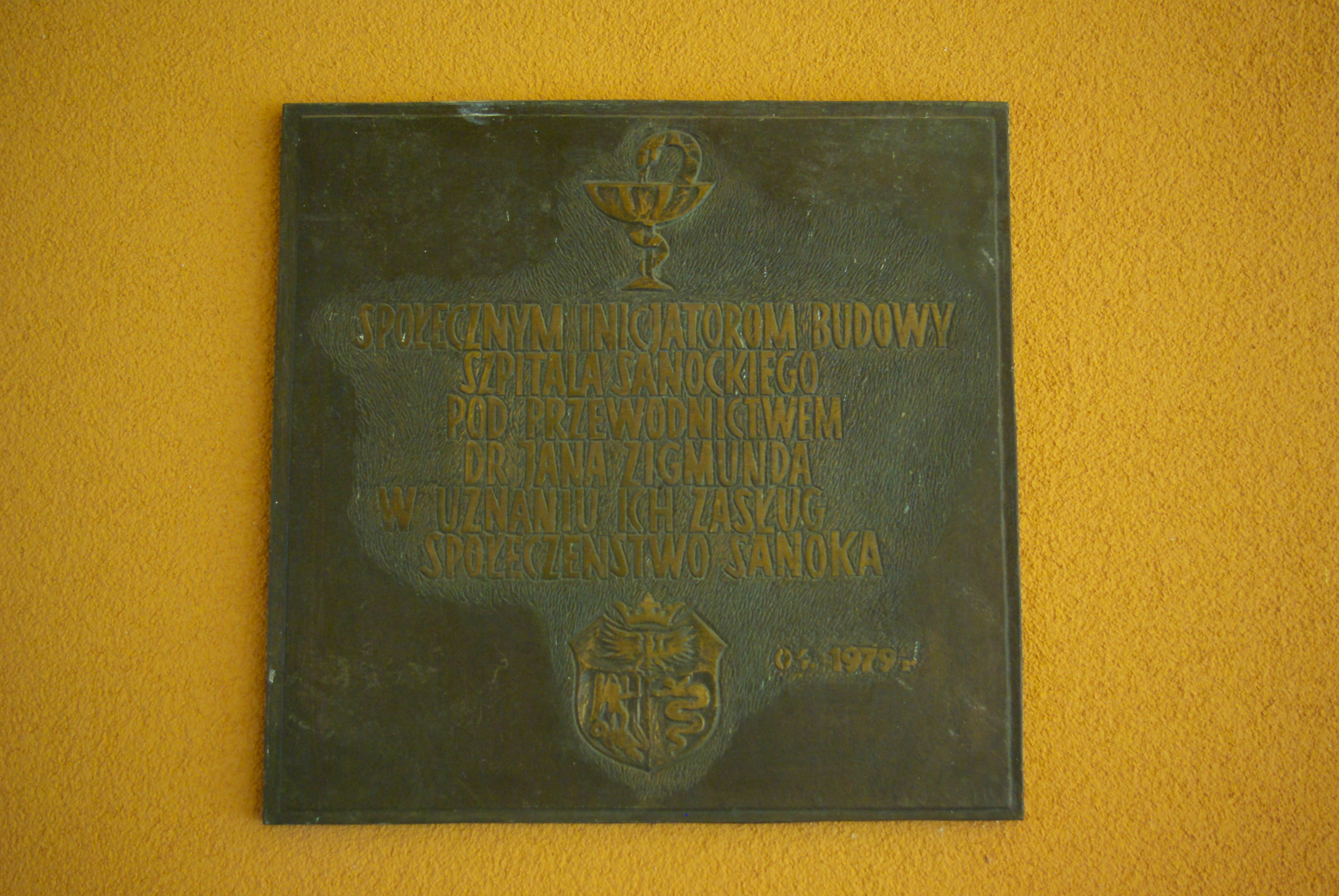
Tablica upamiętniająca w Sanoku

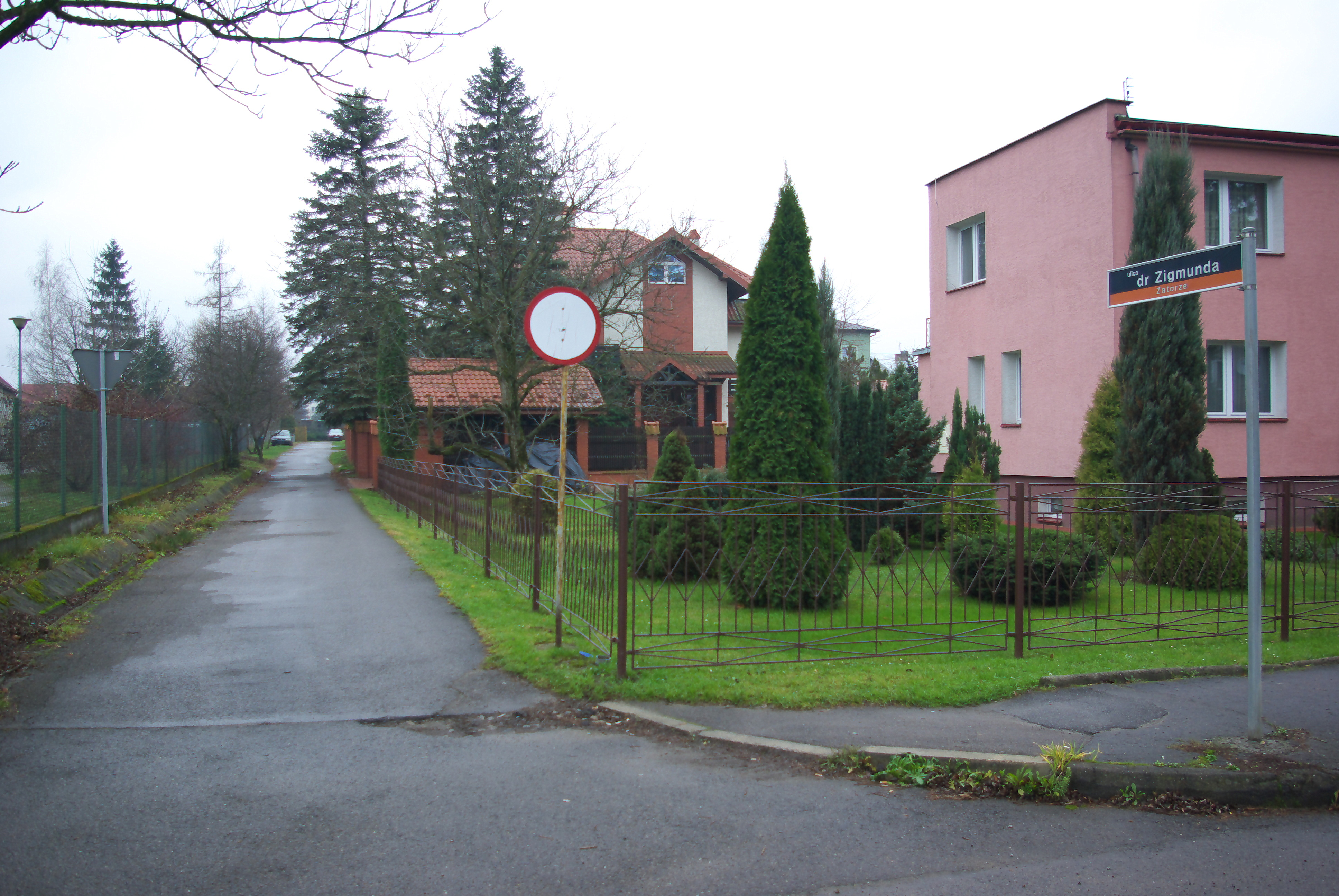
Ulica Jana Zigmunda w Sanoku

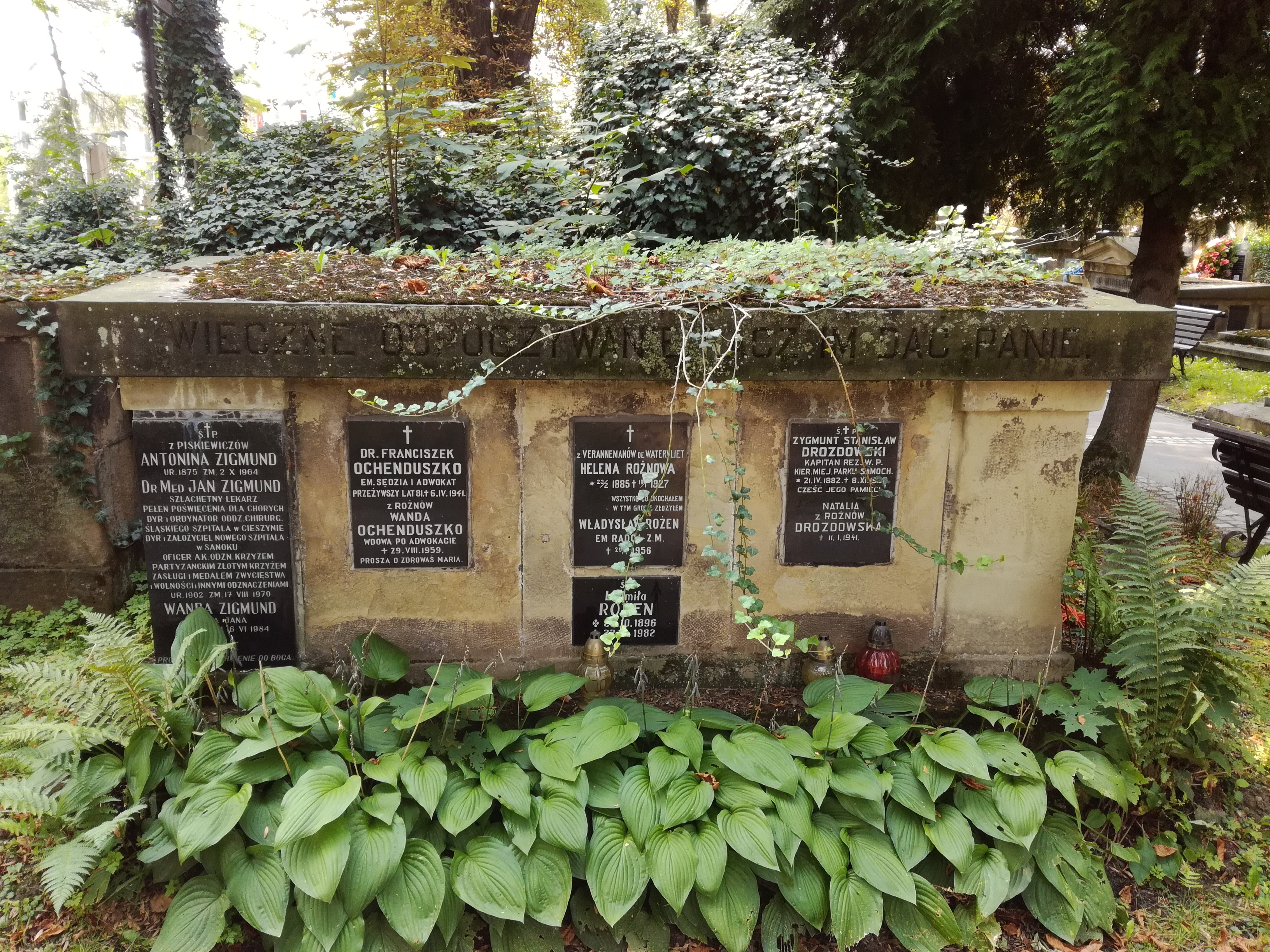
Grobowiec Jana Zigmunda

Jan Zigmund 20 maja 1902 w Monasterzyskach. Był synem Juliana i Antoniny z domu Ślęzak (1875-1964). Ukończył Gimnazjum im. Jana Kochanowskiego w Krakowie. Od 1920 studiował na Collegium Medicum Uniwersytetu Jagiellońskiego, gdzie w 1928 uzyskał stopień  doktora wszech nauk lekarskich.
Podczas studiów był zatrudniony w laboratorium analitycznym Szpitala św. Łazarza w Krakowie. Funkcjonował w Bratniej Pomocy Medyków i komitecie budowy Domu Medyków. Uzyskał specjalizację z chirurgii. Jako lekarz pracował w Rybniku, Cieszynie (prymariusz oddziału chirurgicznego) i Krakowie (prymariusz oddziału chirurgicznego Szpitala im. G. Narutowicza).
Po wybuchu II wojny światowej w okresie okupacji niemieckiej nadal przebywał i pracował w Krakowie; został żołnierzem w Związku Walki Zbrojnej, a po przekształceniu także w Armię Krajową. Działał pod pseudonimem „Zdrowie” w Zgrupowaniu „Żelbet”, w tym czasie pełnił służbę jako lekarz dla rannych i chorych żołnierzy oraz ich rodzin, szkolił grupy sanitarne w województwie krakowskim i kieleckim. Po zakończeniu wojny pracował w Cieszynie (dyrektor szpitala na Zaolziu), Ząbkowicach Śląskich, Nowym Sączu, Dzierżoniowie i Krakowie. W 1948 został dyrektorem Szpitala Powiatowego przy ul. Stanisława Konarskiego w Sanoku (jego poprzednikiem był Stanisław Domański). Pełniąc tę funkcję rozwijał działania remontowe budynku, zaopatrzenie w sprzęt (w tym aparat rentgenowski), a także tworzył plan dalszego rozwoju placówki mieście. Organizował tworzenie lecznictwa otwartego, angażował się w sprowadzanie personelu medycznego na tereny okoliczne. Był inicjatorem powstania nowej siedziby sanockiego szpitala przy ulicy 800-lecia 26 w Sanoku, zawiązał Społeczny Komitet Szpitalny. Budowa trwała od 1954 do 1964. W nowej siedzibie pozostawał dyrektorem Szpitala Powiatowego. W nowej siedzibie szpitala Jan Zigmund został także ordynatorem oddziału chirurgicznego od 1955 do 1970. Po roku urzędowania na stanowisku dyrektora nowej placówki Jan Zigmund został zwolniony i przeniesiony w stan spoczynku. W Sanoku był inicjatorem założenia powołanego 13 listopada 1955 kole terenowego Polskiego Towarzystwa Lekarskiego. Był wieloletnim przewodniczącym zarządu PTL w Sanoku. Należał do koła w Sanoku ZBoWiD.
Jego żoną została 1 marca 1930 Wanda Zofia Ochęduszko (zm. 1984). Po przeprowadzce do Sanoka Jan Zigmund do końca życia zamieszkał w kamienicy przy ul. Jarosława Dąbrowskiego 10, zajmując pięciopokojowe mieszkanie. Zmarł nagle na zawał serca 17 sierpnia 1970 w klasztorze Nazaretanek Komańczy lub w Sanoku. Uroczystości żałobne odbyły się 20 sierpnia 1970 na cmentarzu Centralnym w Sanoku. Jan Zigmund został pochowany 21 sierpnia 1970 w grobowcu rodzinnym na cmentarzu Rakowickim (pas 13).

## Upamiętnienie
W kwietniu 1979 na ścianie budynku szpitala przy ulicy 800-lecia 26, pod arkadowymi podcieniami wjazdowymi, została odsłonięta tablica upamiętniająca dra Jana Zigmunda. Treść inskrypcji: Społecznym inicjatorom budowy szpitala sanockiego pod przewodnictwem dr Jana Zigmunda w uznaniu ich zasług społeczeństwo Sanoka 04.1979 r. Projektantką tablicy była Barbara Bandurka.
Nieopodal nowej siedziby sanockiego szpitala w dzielnicy Zatorze została ustanowiona ulica nazwana imieniem dra Jana Zigmunda.

## Odznaczenia
- Srebrny Krzyż Zasługi z Mieczami (za działalność w okresie okupacji; zweryfikowany w 1966[20])
- Złoty Krzyż Zasługi[3][21] (1965)
- Srebrny Krzyż Zasługi[3]
- Krzyż Partyzancki (1966)[3]
- Medal Zwycięstwa i Wolności 1945[21]
- Medal 10-lecia Polski Ludowej (1955)[22]
- Odznaka Grunwaldzka[20]
- Odznaka „Zasłużony Pracownik Służby Zdrowia”[21]
- Odznaka „Zasłużony dla województwa rzeszowskiego”[3]
- Złota odznaka PCK[21]